# دارکوب سوسوزن زرنگار
دارکوب سوسوزن زرنگار (نام علمی: Colaptes chrysoides ) گونه‌ای دارکوب بزرگ (میانگین طول ۲۹ سانتیمتر (۱۱ اینچ) ) در مناطق بیابانی سونورا ، یوما و شرق کلرادو در جنوب غربی ایالات متحده و شمال غربی مکزیک ، شامل سراسر شبه‌جزیره باخا کالیفرنیا به جز منطقه منتهی الیه شمال غربی است. زیربال‌های زرد، سوسوزن زرنگار را از دارکوب سوسوزن شمالی ( Colaptes auratus ) که در همان منطقه یافت می‌شود و زیربال‌های قرمز دارد، متمایز می‌کند.